# Carl Hallendorff
Carl Jakob Herman Hallendorff, född 5 november 1869 i Rappestad, Östergötland, död 28 april 1929 på Röda Korsets sjukhem i Solna, var en svensk historiker, ekonomhistoriker och statsvetare.
Hallendorff var Handelshögskolan i Stockholms rektor 1909–1929 och professor i statsvetenskap och ekonomisk historia 1911–1929 vid samma högskola.

## Utbildning
Hallendorff började studera vid Uppsala universitet 1888, blev fil.kand. 1890, fil.lic. 1895 och fil.dr 1897 på avhandlingen Bidrag till det stora nordiska krigets förhistoria.

## Karriär

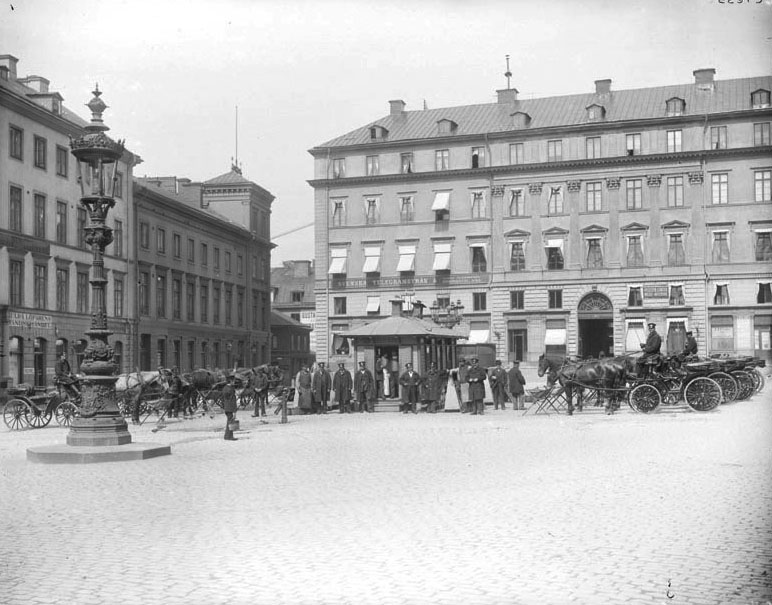
Carl Hallendorff var Handelshögskolan i Stockholms första rektor 1909–1929. Handelshögskolan låg från sitt grundande 1909 till 1926 i Brunkebergs hotell vid Brunkebergstorg 2, där man hyrde lokaler. Hallendorff ansvarade 1926 för flytten av verksamheten till högskolans nyuppförda huvudbyggnad på Sveavägen 65.

Hallendorff var docent i historia vid Uppsala universitet 1897–1904. 1901 blev han adjunkt vid Uppsala högre allmänna läroverk, 1903 lektor i Örebro och 1904 lektor vid Östermalms högre allmänna läroverk i Stockholm i svenska, historia och geografi.
År 1906 blev han lärare i stats- och samhällslära vid Krigsskolan, 1908 blev han lärare med professors namn, heder och värdighet vid Handelshögskolan i Stockholm.

### Handelshögskolan i Stockholms första rektor
Carl Hallendorff fick i april 1908 i uppdrag av Handelshögskoleföreningen, under ledning av dess ordförande Knut Agathon Wallenberg, att utarbeta organisationsplanen för den blivande Handelshögskolan i Stockholm. I samband med att högskolan grundades 1909, tillträdde Hallendorff som Handelshögskolan i Stockholms första rektor (1909–1929). Genom sin tjänst som rektor var han ex officio, genom sitt ämbete, garanterad en plats i Handelshögskolan i Stockholms direktion, högskolans högsta verkställande organ. Hallendorff utnämndes 1909 även till Handelshögskolans i Stockholm studentkårs första honorärföreståndare, en position han behöll till 1929.
Hallendorff utnämndes 1911 av Handelshögskolan i Stockholms direktion, under ledning av dess ordförande Alfred Lagerheim, till professor i statsvetenskap och ekonomisk historia, en tjänst han innehade till 1929.
Handelshögskolan var från det att den grundades till och med 1926 belägen i Brunkebergs hotell vid Brunkebergs torg 2 på Norrmalm i Stockholm. År 1926 flyttade Handelshögskolan i Stockholm från Brunkebergs hotell till en nyuppförd byggnad på Sveavägen 65 (skolans nuvarande lokaler). Carl Hallendorff efterträddes 1929 som rektor av Martin Fehr (rektor 1929–1936).

## Familj
Fadern var comminister Johan Herman Hallendorff, född den 11 mars 1828 i Gamleby församling. Modern var Rosa Johanna Gustafva Cnattingius, född den 5 december 1840 i Flisby församling. 
Jönköpings län).